# Yee Jee Tso
Yee Jee Tso (ur. 10 marca 1975 w Hongkongu) – kanadyjski aktor filmowy, telewizyjny, teatralny i głosowy pochodzenia chińskiego.

## Życiorys
Yee Jee Tso urodził się w Hongkongu, ale kiedy miał 6 miesięcy, wyemigrował do Kanady. Karierę aktorską rozpoczął w 1991, występując w serialu młodzieżowym pt. Piętnastolatki.
W 1996 wystąpił jako Chang Lee wraz z Paulem McGannem, Daphne Ashbrook i Erikiem Robertsem w filmie telewizyjnym pt. Doktor Who, opartym na brytyjskim serialu pod tym samym tytułem. W późniejszym czasie pojawiał się w słuchowiskach produkcji Big Finish związanych z Doktorem Who jako Major Jal Brant w Excelis Decays (2002) oraz jako Charlie Sato w Tales from the Vault (2011), Mastermind (2013) i The Screaming Skull (2014).
Yee Jee Tso pojawił się m.in. w filmach Konspiracja.com jako Teddy Chin oraz 50/50 jako Doktor Lee.